# Dascillocyphon minor
Dascillocyphon minor is een keversoort uit de familie frambozenkevers (Byturidae). De wetenschappelijke naam van de soort is voor het eerst geldig gepubliceerd in 1909 door Everts.